# Pastuiven Verkwil
Pastuiven Verkwil is een personage in de Bommelsaga, geschreven en getekend door Marten Toonder. Hij verschijnt voor het eerst in het verhaal De grootdoener. Hij is een rat en knopenfabrikant met een opvliegend karakter. Zijn naam is een verwijzing naar paskwil (een bespottelijk of belachelijk iets).

## Personage
Pastuiven Verkwil wil in De grootdoener een robot van professor Sickbock. Verder speelt Verkwil ook een belangrijke rol in Het platmaken.
Verkwil is een kleine rat die daar al zijn hele leven mee worstelt. Waarschijnlijk heeft hij daarmee een minderwaardigheidscomplex opgebouwd en wil hij wraak op iedereen die hem moet hebben 'omdat hij klein is'. Dit laatste meent hij steeds daar, waar er vaak niets van waar is.
Hij ziet in Bommel een medestrijder tegen het onrecht, hoewel hij Bommel ook beschouwt als een ietwat burgerlijk mannetje waardoor opstand nooit van de grond komt.

## Citaten
- 'Jij durft nogal omdat ik klein ben, hè!'
- 'Laten we die dikdoeners platmaken!'